# Swertia tubulosa
Swertia tubulosa là một loài thực vật có hoa trong họ Long đởm. Loài này được H. St. John miêu tả khoa học đầu tiên.